# Área de Conservação da Paisagem de Niidu
A Área de Conservação da Paisagem de Niidu é um parque natural localizado em Pärnu, na Estónia.
A área do parque natural é de 68 hectares.
A área protegida foi fundada em 1958 para proteger as áreas florestais e as colónias de pássaros de Pärnu.